# リーブス郡 (テキサス州)
リーブス郡（リーブスぐん、英: Reeves County）は、アメリカ合衆国テキサス州の西部に位置する郡である。西テキサスのトランス・ペコス地域を構成する9の郡の1つである。2010年国勢調査での人口は13,783人であり、2000年の13,137人から4.9％増加した。郡庁所在地はペコス市（人口8,780人）であり、同郡で人口最大の都市でもある。郡名はテキサス州議会議員を務め、アメリカ連合国軍の大佐だったジョージ・R・リーブスに因んで名付けられた。

## 歴史

### インディアン
前史時代のクローヴィス文化での人類は水が得られる場所に近い岩の隠れ家や洞穴に住んでいた。生存した証拠として人工物や岩刻絵が残っている。1582年から1583年、ジュマノ族インディアンがアントニオ・デ・エスペホの遠征隊を導き、トヤ湖の近くでラ・フンタ・デ・ロス・リオの農業と交易に適した地域へのルートを探した。エスペホの日誌にはペコス川やその支流沿いでジュマノ族のことを記している。メスカレロ・アパッチ族がその作物に水を与えるためにサンソロモン・スプリングスを度々訪れていた。1849年、ジョン・サーモン・"RIP"・フォードがサンアントニオとエルパソの間の地域を探検し、その地図入り報告書にはメスカレロ・アパッチ族が農耕を行っていた生産的な土地を記していた。

### 郡の成立と成長
1883年、テキサス州議会がペコス郡の一部を分離してリーブス郡を設立し、郡名はテキサス州議会議員を務め、アメリカ連合国軍の大佐だったジョージ・ロバートソン・リーブスに因んで名付けられた。1884年に組織化された。ペコスの町が郡庁所在地に指定された。
1871年、トヤ・バレーの農夫、ジョージ・B・ライルとロバート・E・ライルが最初のイギリス系開拓者になった。その4年後に、広大な土地での牧畜に魅力を感じた白人開拓者が地域に入り始めた。19世紀の間、郡の経済は農業と牧畜業に依存しており、20世紀に入って製造業や石油産業に移行していった。
1881年、テキサス・アンド・パシフィック鉄道が郡内を通り、ペコスとトヤに駅ができた。1890年までにペコス川鉄道がペコスからニューメキシコ州まで建設された。「流れる水」を意味するトヤベイルがこの鉄道の西側終着点となった。
市民保全部隊によってトヤベイルにバルモアヒー州立公園が建設された。この公園は1934年にテキサス州に渡され、1968年に公開された。
120の航空基地の1つとしてペコス陸軍航空基地が開設され、女性の軍用機パイロットを訓練することでは草分けになった。ペコスの施設では、実機試験、管理および貨物輸送のためにAT-6、UC-78、AT-17といった軍用機が運航された。この基地は1942年には第二次世界大戦のパイロット学校として活用された。基地は1945年に役目を終えた。その最盛期には基地の住人4,034人が居り、ペコスの町と競うようになっていた。その後基地の一部は売却され、残っている敷地はペコス市民空港となっている。

## 牧畜業
広さ 320,000 エーカー (1,400 km²) のラ・エスカレラ牧場の本部が、フォートストックトンの南20マイル (32 km) にあり、ジェラルド・ライダ家が所有し、運営している。この牧場はペコス郡の大半とリーブス郡、ブリュースター郡、アーチャー郡、ベイラー郡の一部にまで広がっている。
当初はカリフォルニア州に本拠を置くエルシノア土地・牛会社が所有していたが、この100年を経た牧場はサンアントニオのジェラルド・ライダが買収し、ラ・エスカレラ（スペイン語で梯子）牧場と改名した。アンガス種の牛と野生生物が豊富にいることで評判である。ジェラルド・ライダは2005年に死去した。今日ではその息子のジェラルド・D・ライダとジーン・ライダ、並びに娘のジョー・ライダ・グランバーグが所有し運営している。
牧場の入り口近くにはシエラ・マデラ・クレーターがある。テキサス州の土地評価雑誌である「テキサス・マンスリー」で、ラ・エスカレラ牧場はテキサス州最大、事実上アメリカ合衆国の中で最大の牛牧場とされた。

## 地理
アメリカ合衆国国勢調査局に拠れば、郡域全面積は2,642平方マイル (6,843 km2)であり、このうち陸地2,636平方マイル (6,827 km2)、水域は6平方マイル (16 km2)で水域率は0.23％である。

### 主要高規格道路
- 州間高速道路10号線
- 州間高速道路20W号線
- アメリカ国道285号線
- テキサス州道17号線

### 隣接する郡
- エディ郡 (ニューメキシコ州) - 北
- ラヴィング郡 - 北東
- ワード郡 - 東
- ペコス郡 - 南東
- ジェフデイビス郡 - 南西
- カルバーソン郡 - 西

## 人口動態
以下は2000年の国勢調査による人口統計データである。
| 基礎データ - 人口: 13,137人 - 世帯数: 4,091 世帯 - 家族数: 3,129 家族 - 人口密度: 2人/km2（5人/mi2） - 住居数: 5,043軒 - 住居密度: 1軒/km2（2軒/mi2） 人種別人口構成 - 白人: 79.33% - アフリカン・アメリカン: 2.10% - ネイティブ・アメリカン: 0.51% - アジア人: 0.35% - 太平洋諸島系: 0.01% - その他の人種: 15.03% - 混血: 2.68% - ヒスパニック・ラテン系: 73.38% 年齢別人口構成 - 18歳未満: 29.9% - 18-24歳: 11.3% - 25-44歳: 25.2% - 45-64歳: 21.0% - 65歳以上: 12.6% - 年齢の中央値: 32歳 - 性比（女性100人あたり男性の人口） - 総人口: 112.0 - 18歳以上: 115.4 | 世帯と家族（対世帯数） - 18歳未満の子供がいる: 38.8% - 結婚・同居している夫婦: 59.6% - 未婚・離婚・死別女性が世帯主: 12.4% - 非家族世帯: 23.5% - 単身世帯: 21.6% - 65歳以上の老人1人暮らし: 10.1% - 平均構成人数 - 世帯: 2.93人 - 家族: 3.45人 収入と家計 - 収入の中央値 - 世帯: 23,306米ドル - 家族: 24,856米ドル - 性別 - 男性: 23,913米ドル - 女性: 13,248米ドル - 人口1人あたり収入: 10,811米ドル - 貧困線以下 - 対人口: 28.9% - 対家族数: 25.4% - 18歳未満: 36.2% - 65歳以上: 21.6% |

## 都市と町
- バルモアヒー
- ブロガド
- リンゼー
- オーラ
- ペコス - 郡庁所在地
- サラゴサ
- トヤ
- トヤベイル
- バーハレン